# South Lake Tahoe
South Lake Tahoe – miasto w Stanach Zjednoczonych, w stanie Kalifornia, w górach Sierra Nevada; najludniejsze miasto hrabstwa El Dorado – 21 388 mieszkańców według danych z 2011 r.
Mimo iż w hrabstwie leży miejscowość El Dorado Hills, które jest większe pod względem liczby mieszkańców – 42 tys.- jest obszarem niemunicypalnym, czyli nie posiada administracji (praw miejskich).

## Historia
South Lake Tahoe powstało w roku 1965 z połączenia istniejących wówczas obszarów niemunicypalnych, które obecnie stanowią zwyczajowo dzielnice miasta: Al Tahoe, Bijou, Bijou Park, Stateline, Tahoe Valley, oraz Tallac Village.
Istotnym czynnikiem, który miał wpływ na rozwój miasta, była organizacja Zimowych Igrzysk Olimpijskich w 1960 r. w pobliskiej miejscowości Squaw Valley. Dzięki igrzyskom na południowym brzegu powstały hotele i infrastruktura, w celu zapewnienia niezbędnego zakwaterowania podczas imprezy. Świat bliżej poznał uroki południowej części jeziora Tahoe. W wyniku rozwoju nowego rodzaju turystyki jakim był trekking oraz rozwoju narciarstwa, miejsce stało się i pozostaje popularnym przedsięwzięciem rodzinnym. Obecnie rekreacja i wypoczynek na świeżym powietrzu nadal jest podstawą lokalnej gospodarki.

## Geografia
South Lake Tahoe (S.L.T.) leży na południowym brzegu jeziora Tahoe, w dolinie zwanej Lake Valley – Lake Tahoe Basin Management Unit. Od wschodu miasto graniczy ze stanem Nevada i miasteczkiem Stateline, znanym ośrodkiem hazardu. Miasto otacza kilka szczytów górskich, m.in.: Tahoe Mt. (2209 m n.p.m.) oraz Twin Peaks (2706 m n.p.m.).
Przez S.L.T. przepływa mała rzeka Upper Truckee River i strumień Trout Creek, uchodzące do jeziora Tahoe. Na obszarze między rzekami występują tereny bagienne – Truckee Marsh.
Miasto nie posiada wyodrębnionego Downtown – większość budynków użyteczności publicznej oraz baza gastronomiczno-noclegowa mieści się przy głównych drogach lub w ich obrębie.

## Wypoczynek i rekreacja
S.L.T. znane jest przede wszystkim z turystyki, rekreacji i wypoczynku, bardzo dobrze rozwiniętej bazy noclegowej (liczne hotele) oraz gastronomicznej (restauracje itp.), jest uznanym amerykańskim ośrodkiem narciarskim Heavenly Ski Resort. Na terenie miasta znajduje się kilka ośrodków golfowych oraz marin dla łodzi i małych statków, z czego największa to Tahoe Keys Marina. Miasto posiada bogaty kalendarz stałych imprez kulturalnych oraz sportowych.
Miasto posiada wiele obiektów i ośrodków rekreacyjno-wypoczynkowych m.in. kryte lodowisko (sekcja hokejowa, curlingu, łyżwiarstwa), pływalnie oraz boiska (stadion lekkoatletyczny, footballu amerykańskiego, baseballu), kolejki linowe i wyciągi narciarskie, ścieżki rowerowe, ośrodki sportów wodnych, kluby nurkowania oraz ośrodki związane z trekkingiem i narciarstwem, pola namiotowe.
Miejsca godne zwiedzenia w mieście i okolicy:
- Fannette Island (Wyspa Fanette) w Emerald Bay (Zatoka Emerald),
- muzeum Lake Tahoe Historical Society,
- Heavenly Mountain Resort,
- Vikingsholm Castle,
- Angora Lakes,
- Tallac Historic Site,
- Taylor Creek Visitor Center,
- Pope Beach,
- Magic Carpet Golf,
- Camp Richardson Corral,
- Valhalla at Lake Tahoe,
- El Dorado Rec Area,
- Edgewood.

## Infrastruktura drogowa i lotnicza
Przez miasto przebiegają dwie ważne drogi: międzystanowa U.S. Route 50 oraz stanowa State Route 89.
Na południowy zachód od miasta znajduje się stanowe lotnisko Lake Tahoe Airport, które obecnie obsługuje wyłącznie samoloty prywatne i czartery. Często używane przez American airforce, a ostatnio także miejsce nagrywania scen do Top Gun 2.

## Galeria

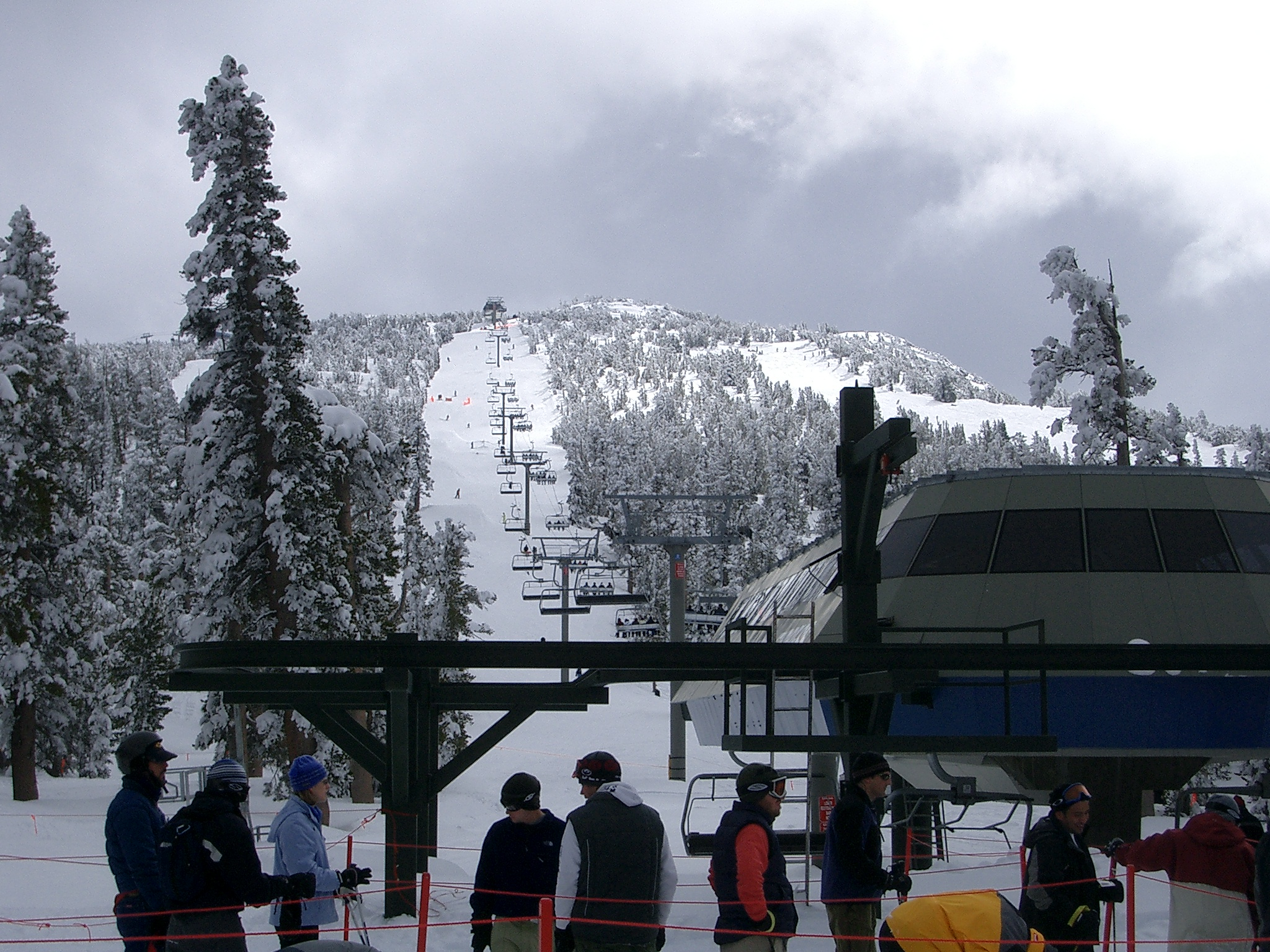
Wyciąg narciarski
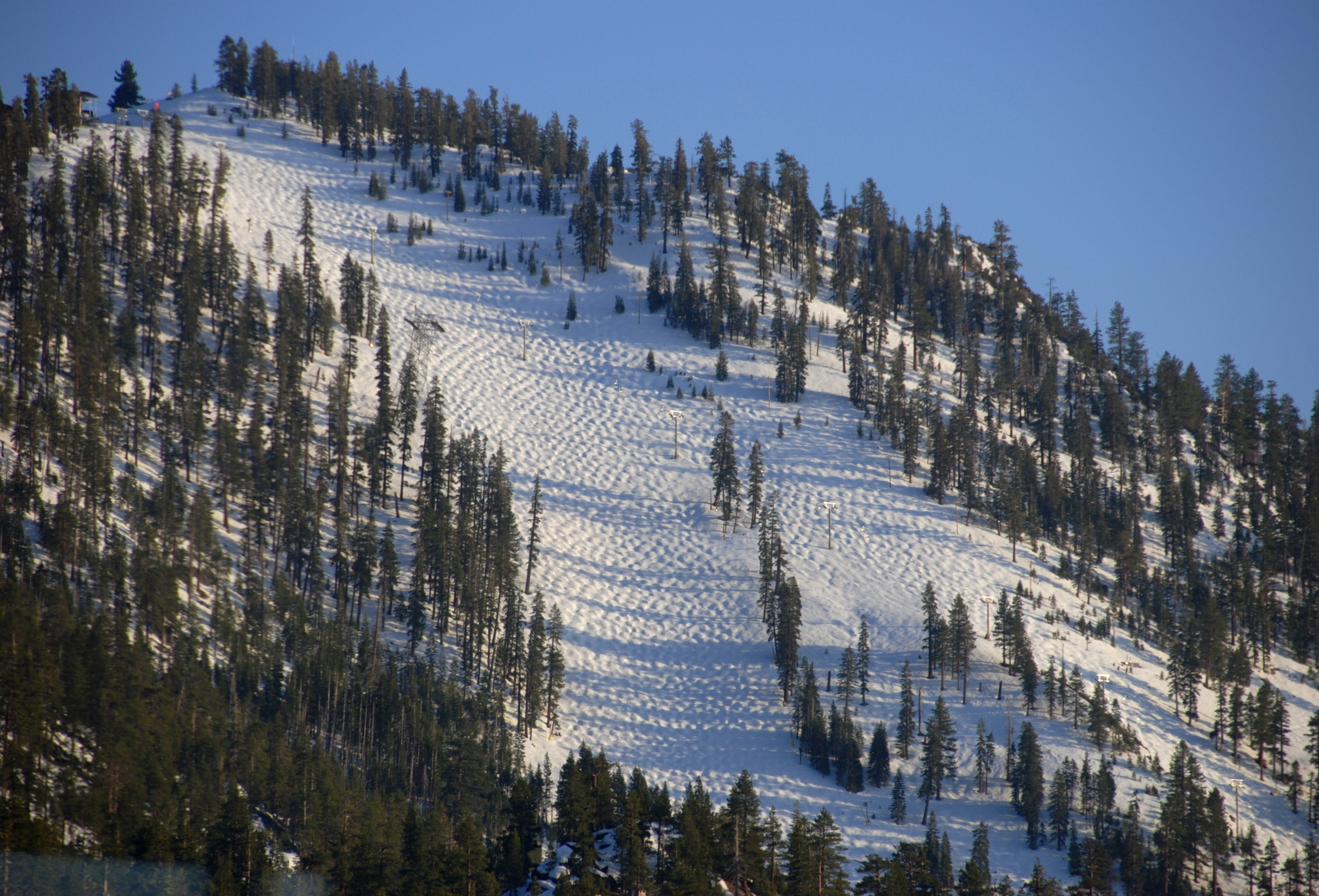
Gunbarrel, trasa z muldami
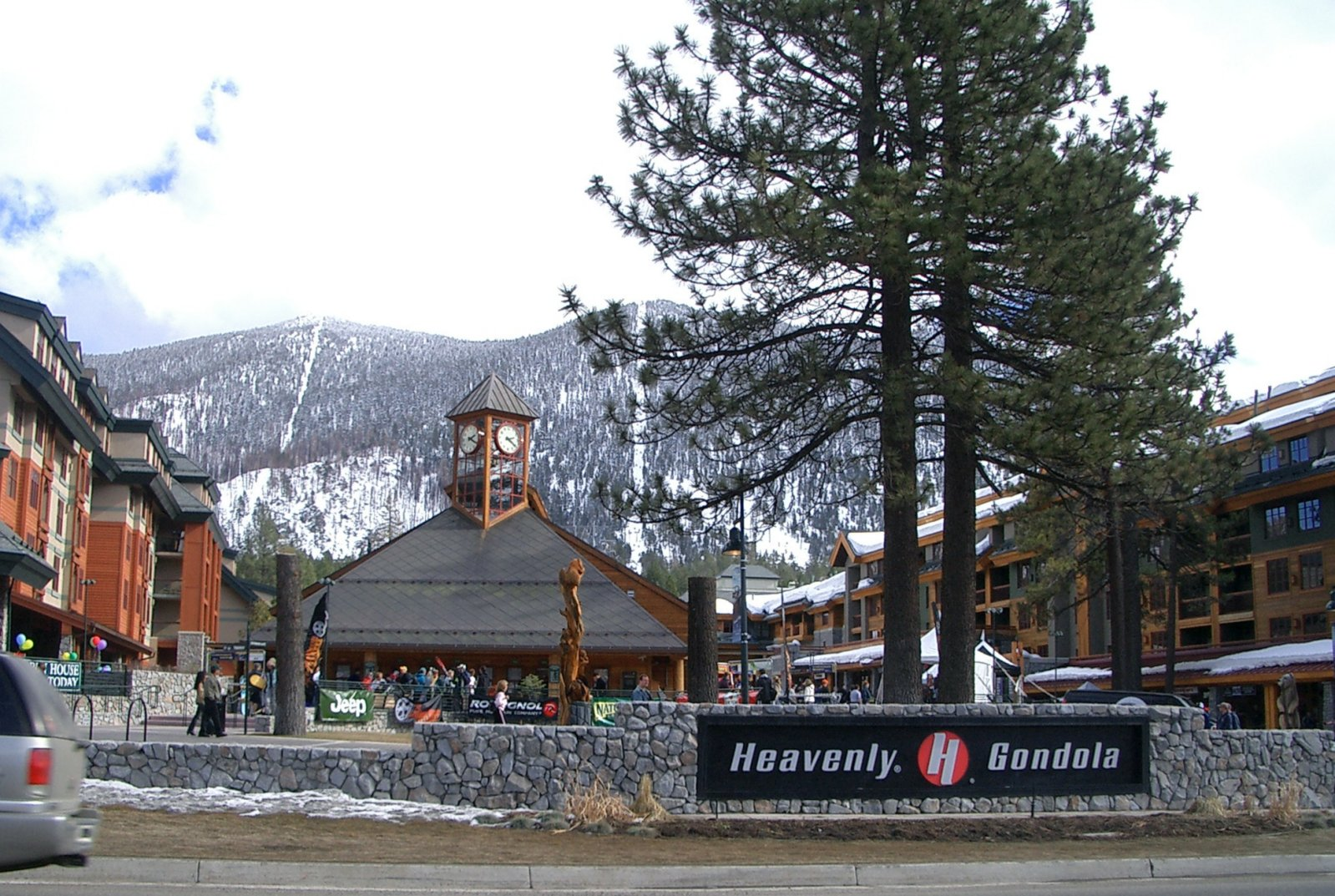
Dolna stacja kolejki gondolowej
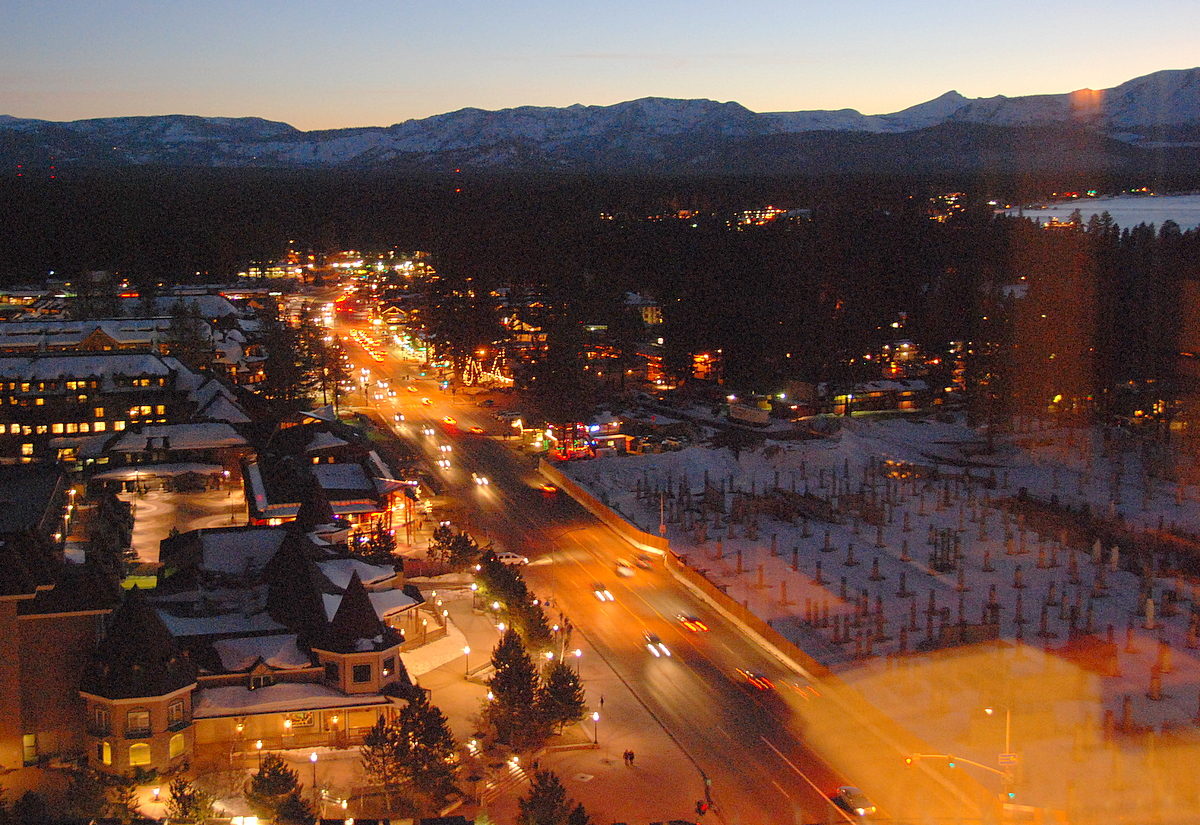
Wjazd do miasta od strony stanu Nevada